# Hypsopsetta macrocephala
Hypsopsetta macrocephala är en fiskart som beskrevs av Breder, 1936. Hypsopsetta macrocephala ingår i släktet Hypsopsetta och familjen flundrefiskar. Inga underarter finns listade i Catalogue of Life.